# Associazioni Cristiane Lavoratori Italiani
De Associazioni Cristiane Lavoratori Italiani (ACLI) is een Italiaanse christelijke werknemersorganisatie. (APS).

## Historiek
De organisatie werd opgericht in 1944 op initiatief van Achille Grandi, die tevens de eerste voorzitter was.
De ACLI was vanaf 1947 in samenwerking met het Algemeen Christelijk Werknemersverbond (ACW) ook actief in België naar aanleiding van de Italiaanse arbeidsmigratie. Uit deze samenwerking ontstonden vijf 'patronati' die de Italiaanse migranten bijstonden met administratieve en sociale zaken. Later richtte de organisatie verschillende locale 'circoli' op, waaronder in La Louvière, Waterschei-Zwartberg, Houthalen, Zolder, Koersel, Beverlo (allen 1954), Maasmechelen (1958) en Winterslag (1959). Vanaf 1947 gaf de organisatie tevens het ledenblad Sole d'Italia uit.

## Structuur

### Bestuur
| Tijdspanne   | Voorzitter         |
| ------------ | ------------------ |
| 1944 - 1945  | Achille Grandi     |
| 1945 - 1954  | Ferdinando Storchi |
| 1954 - 1960  | Dino Penazzato     |
| 1960 - 1961  | Ugo Piazzi         |
| 1961 - 1969  | Livio Labor        |
| 1969 - 1972  | Emilio Gabaglio    |
| 1972 - 1976  | Marino Carboni     |
| 1976 - 1987  | Domenico Rosati    |
| 1987 - 1995  | Giovanni Bianchi   |
| 1995 - 1999  | Franco Passuello   |
| 1999 - 2006  | Luigi Bobba        |
| 2006 - 2013  | Andrea Olivero     |
| 2013 - 2016  | Gianni Bottalico   |
| 2016 - heden | Roberto Rossini    |